# Lindita Nikolla
Lindita Llesh Nikolla (Tirana, 22 ottobre 1965) è una politica albanese, presidente dell’Assemblea dell'Albania dal 10 settembre 2021 al 30 luglio 2024.

## Biografia
Nata a Tirana ha studiato presso la facoltà di scienze naturali, dipartimento di matematica, dell'Università di Tirana, laureandosi in matematica nel 1989. Nel 2010 inoltre ha terminato un master in pubblica amministrazione presso l'Università albanese.

### Carriera politica
Dopo le elezioni parlamentari del 2013, che l'hanno portata all'Assemblea di Albania, è stata nominata Ministro dell'istruzione, dello sport e della gioventù nel primo governo retto dal premier socialista Edi Rama. Nel maggio 2017 viene sostituita da un ministro tecnico, Mirela Karabina, concordato con il Partito Democratico, che rassegnerà le proprie dimissioni pochi mesi dopo.
Viene nominata nuovamente ministro presso il medesimo dicastero nel secondo governo Rama, tuttavia sarà costretta alle dimissioni in seguito alle proteste scoppiate contro una proposta di inserire una tassa sui crediti formativi universitari.